# Sains-en-Gohelle
Sains-en-Gohelle là một xã trong tỉnh Pas-de-Calais, vùng Hauts-de-France, Pháp.

## Địa lý
Sains-en-Gohelle từng là một xã khai thác than đá, nay là một xã công nghiệp nhẹ, có cự ly 6 dặm (9,7 km) về phía tây bắc Lens, tại giao lộ của các tuyến đường D937 và đường D166.

## Dân số
| 1962                                                              | 1968 | 1975 | 1982 | 1990 | 1999 | 2006 |
| ----------------------------------------------------------------- | ---- | ---- | ---- | ---- | ---- | ---- |
| 5250                                                              | 5342 | 5189 | 5587 | 6034 | 6084 | 6106 |
| Số liệu điều tra dân số tính từ năm 1962, dân số chỉ tính một lần |      |      |      |      |      |      |

## Địa điểm nổi bật
- Nhà thờ St.Vaast, dating from the 12th century.
- Nhà thờ hiện đại Saint Marguerite.